# Mirmil·ló

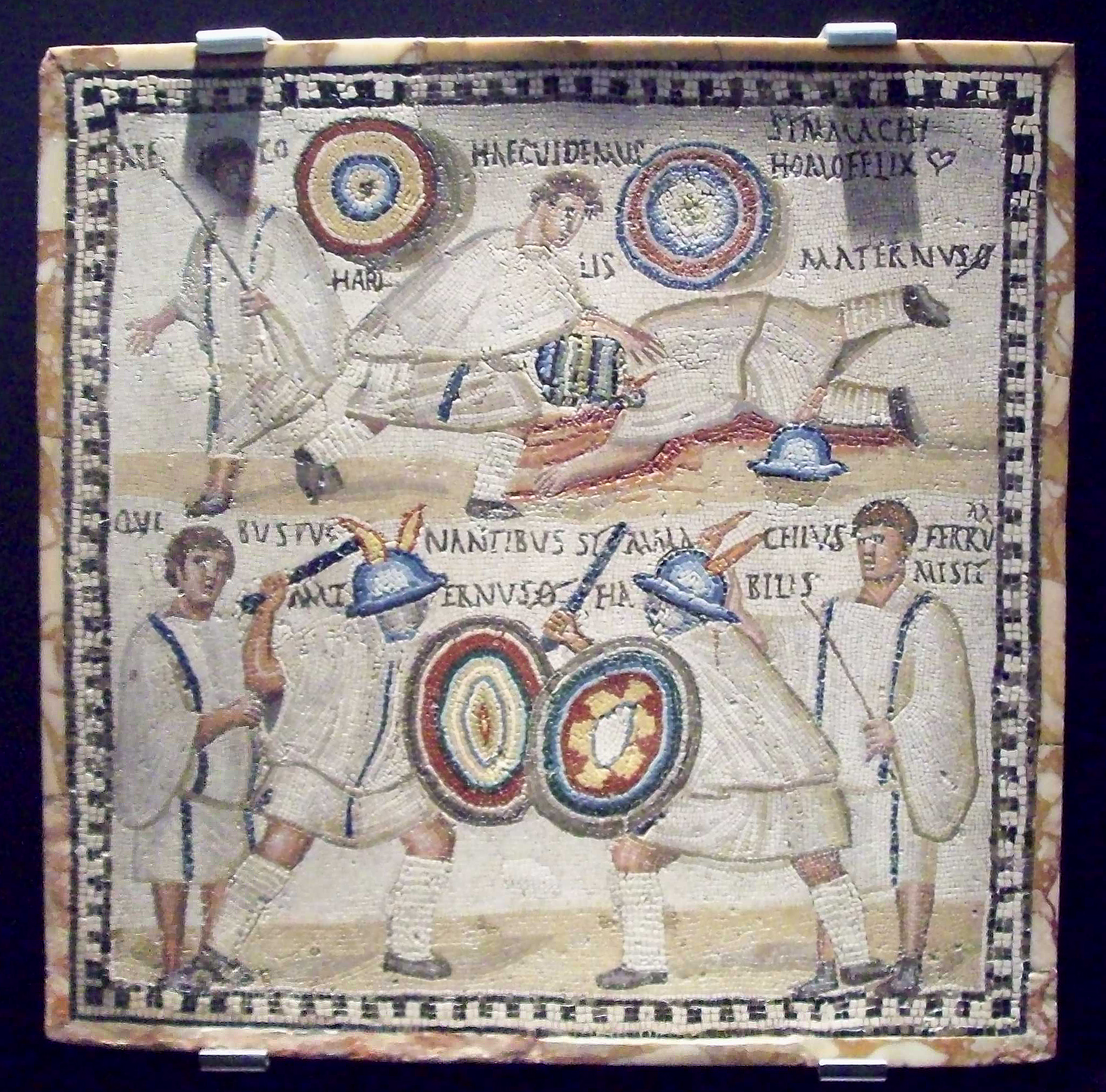
Mosaic romà del amb dos mirmil·lions.

El Mirmil·ló (mirmillo, mirmillonis en llatí. També es deia murmillo o myrmillo), que segons Sext Pompeu Fest vol dir home-peix, era el nom que es donava a uns gladiadors que portaven la imatge d'un peix als seus elms. Com que les seves armes eren semblants a les usades pels gals, també se'ls anomena Galli. Generalment s'enfrontaven als reciaris o als tracis, segons diuen Valeri Màxim i Quintilià. Els mirmil·lons només portaven el braç dret protegit i tenien poca visibilitat, però eren considerats combatents pesants pel gran escut que portaven. Lluitaven amb una espasa del tipus gladius.
Una interpretació diu que el seu nom i emblema era degut al fet que s'enfrontaven als reciaris o homes-xarxa, que usaven la xarxa com per pescar un peix (per després matar-lo amb el trident de Neptú).